# Gigantoscorpio
Gigantoscorpio is een geslacht van uitgestorven geleedpotigen dat behoorde tot de landschorpioenen. Gigantoscorpio leefde in het Devoon en jaagde waarschijnlijk op andere geleedpotigen. De voorouder van Gigantoscorpio was waarschijnlijk Brontoscorpio, die nog in het water leefde. Sommige soorten zoals Gigantoscorpio willsi werden vermoedelijk tot een meter lang.